# Meister der Tiburtinischen Sibylle

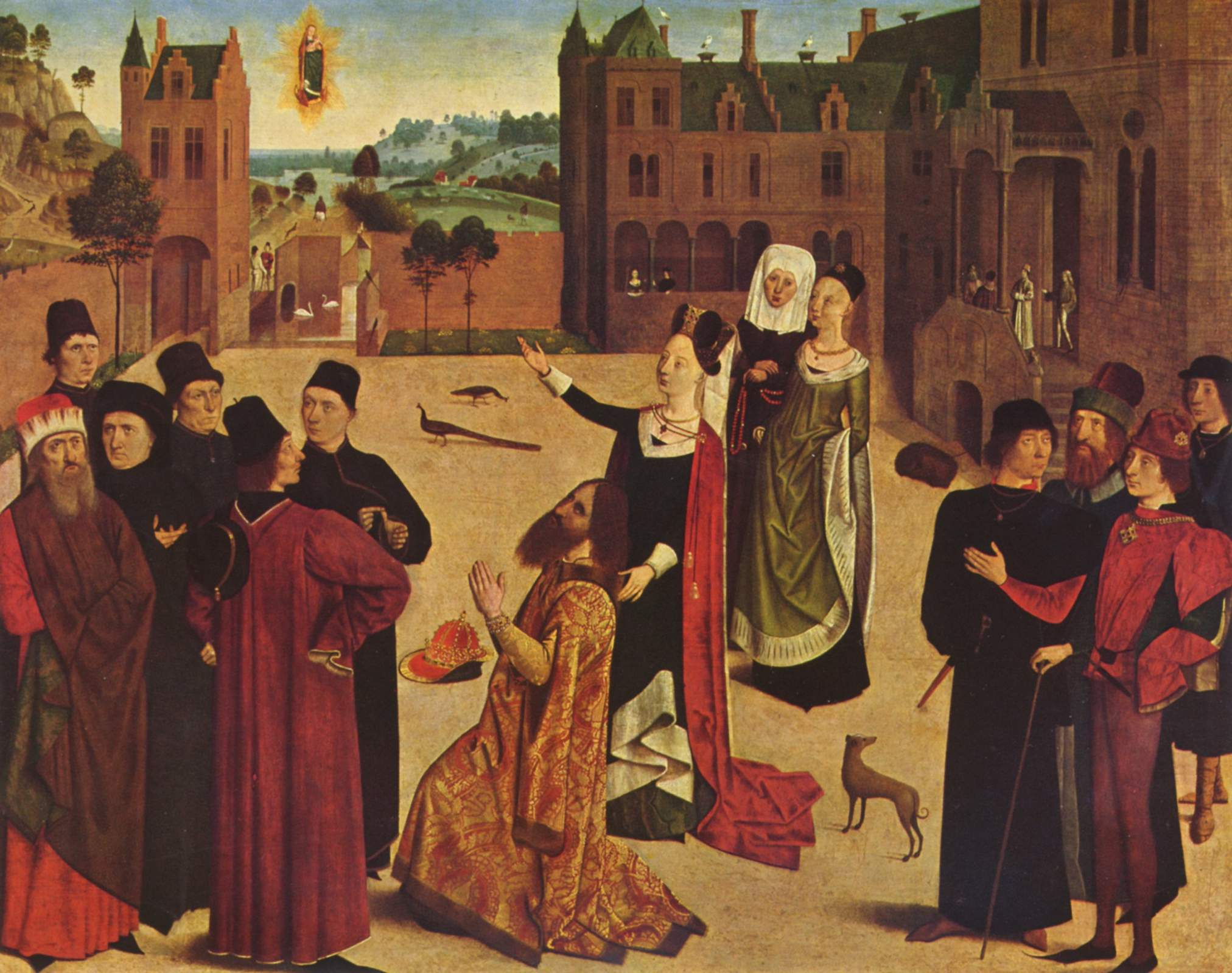
Meister der Tiburtinischen Sibylle: Weissagung der Sibylle von Tibur, um 1480

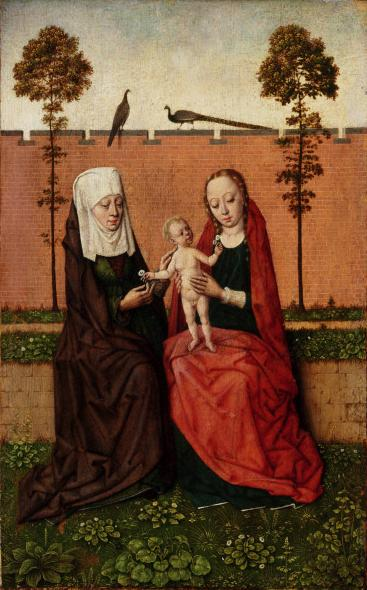
Meister der Tiburtinischen Sibylle (zugeschrieben): Anna selbdritt, um 1480

Als Meister der Tiburtinischen Sibylle wird ein Maler der niederländischen  Gotik benannt. Er war wohl in Haarlem und Löwen zwischen 1470 und 1490 tätig. Von seinem Lebensweg ist nur sehr wenig bekannt, daher wird er mit einem Notnamen nach seinem Bild „Weissagung der Sibylle von Tibur“ benannt.
Der Maler behandelt in diesem Bild das im Mittelalter bekannte Motiv der Sibylle, die einem römischen Kaiser eine Marienerscheinung deutet. Darstellungen dieser in Italien sehr bekannten Legende des 14. Jahrhunderts werden – wie das Bild des Meisters zeigt – ab dem 15. Jahrhundert auch jenseits der Alpen populär. Die detaillierte Darstellung zeitgenössischer Mode im Bild findet oft Beachtung.
Das Gemälde stammt wohl aus der Werkstatt des niederländischen Malers Dierick Bouts, wo es der Meister der Tiburtinischen Sibylle  vollendete. Man versuchte, das Werk Dierick Bouts selbst zuzuschreiben, diese These fand aber keine Anerkennung.

## Werke (Auswahl)
- Weissagung der Sibylle von Tibur. Frankfurt, Städel Museum Inv.Nr. 1068[4]

Dem Meister der Tiburtinischen Sibylle werden weitere Werke zugeschrieben, beispielsweise:
- Erweckung des Lazarus, Nationalmuseum von San Carlos in Mexiko-Stadt[5]
- Marienleben, Philadelphia Museum of Art
- Anna Selbdritt, Princeton University Art Museum